# Гайдекамп
Гайдекамп (нім. Heidekamp) — громада в Німеччині, розташована в землі Шлезвіг-Гольштейн. Входить до складу району Штормарн. Складова частина об'єднання громад Нордштормарн.
Площа — 3,49 км2. Населення становить 453 ос. (станом на 31 грудня 2020).